# Caia (Mozambique)
Caia es un distrito de la provincia de Sofala, en Mozambique, con una población censada en agosto de 2017 de 191 050 habitantes.
Se encuentra ubicado en el centro del país, a orillas del curso bajo del río Zambeze, entre la frontera con Zimbabue, al oeste, y la costa del canal de Mozambique (océano Índico), al este.